# Şehzade Mehmed Seyfeddin
Şehzade Mehmed Seyfeddin (en arabe : شہزادہ محمد سیف الدین), né le 21 septembre 1874 à Constantinople et mort le 19 octobre 1927 à Nice, il est le fils d'Abdülaziz, sultan ottoman et de son épouse Gevheri Kadın.

## Biographie

### Jeunesse
Şehzade Mehmed Seyfeddin est né le 21 septembre 1874 dans le palais de Dolmabahçe,. Son père était le sultan Abdülaziz et sa mère était Gevheri Kadın, la fille de Salih Svanna et Şaziye Tsamba. Il était le plus jeune fils de son père et le deuxième enfant de sa mère. Il était le frère cadet d’Esma Sultan.
Abdulaziz fut déposé le 30 mai 1876 et fut remplacé par son neveu Mourad V. Cependant, l’entourage d’Abdulaziz n’a pas voulu quitter le palais de Dolmabahçe. Il a été transféré au Palais de Feriye le lendemain. Le 4 juin 1876, Abdulaziz meurt dans des circonstances mystérieuses.
Seyfeddin a commencé ses études à Ilhamur Mansion, en 1879, avec sa sœur Esma Sultan et son frère Şehzade Mehmed Şevket et ses cousins Şehzade Mehmed Selim et Zekiye Sultan. Il passe son enfance et sa jeunesse au Palais de Feriye avec sa sœur et sa mère. Il a pris des leçons d’art et de peinture à un jeune âge et était connu pour être un grand compositeur. Ses professeurs de musique étaient Tanbûrî Cemil Bey et Santûrî Edhem Efendi. Outre la musique, il était connu pour ses peintures, sa poésie et sa révélation. Il passe ses étés à Saudiye Mansion et hiverne au Palais de Feriye.

### En tant que musicien
Şehzade Mehmed Seyfeddin était connu comme grand compositeur après Selim III. Il jouait du piano, du violon, de la batterie et les composait avec un bon air. Ses fils Mehmed Abdulaziz, Şehzade Mahmud Şevket et Şehzade Ahmed Tevhid étaient maîtres batteurs.
Sa fille Gevheri Sultan était un maître violoniste et batteur avec de nombreuses compositions. Il enseigna à sa fille comment composer de la musique à partir de différents instruments parmi ceux-ci, l’oud (une lyre), le tanbur (un instrument ressemblant à une guitare) et la lavta (une ancienne luth). Elle a joué le tanbur, kemençe, ud, lavta et piano. Elle compose des pièces vocales et instrumentales dans divers makams. Mehmed Seyfeddin composa des chants religieux et non religieux classiques.
Au lieu de la musique, il a également mis crête des minarets des grandes mosquées d’Istanbul pendant le Ramadan. Il mesurait personnellement les minarets et surtout, il était un musicien important. Aujourd’hui, seuls deux roseaux de Seyfeddin, les rimes Khuzzem et Bayati et quelques-uns d’entre eux sont connus. Les deux instruments de musique sont l’une des œuvres les plus brillantes de la musique turque en termes de leurs mélodies et structures techniques.
Son père Abdulaziz et son demi-frère aîné Abdülmecid II étaient des artistes professionnels. Son autre frère aîné-demi-frère Şehzade Mehmed Şevket a été accompli un pianiste. Mehmed Seyfeddin considéré comme l’un des musiciens les plus en chef au cours de sa jeunesse. Il s’occupait aussi de la peinture et de la sculpture, mais il était un maître de la musique de terrain. En plus d’être musicien, il est aussi pianiste, organiste Lutfi et Simavi,.

### Dans la marine ottomane
Mehmed Seyfeddin était l’un des princes enregistrés dans la marine, l’enregistrement de Seyfeddin a eu lieu tard, en raison de la mort de son père quand il n’avait pas encore deux ans, Sur l’approbation du sultan Mehmed V, Seyfeddin a été promu au grade de capitaine de galion honoraire, le 28 juillet 1918 il a été promu au rang d’amiral de Lila. Pendant la Première Guerre mondiale, Mehmed Seyfeddin accorda 60 000 kuruş à l’armée navale ottomane.

### Vie privée
La première femme de Seyfeddin était Neşefelek Hanım. Elle est née le 5 janvier 1880. Ils se marient le 4 décembre 1899 au palais d’Ortaköy . Elle était la mère de Şehzade Mehmed Abdulaziz, née le 26 septembre 1901. Elle meurt en 1930 à Nice, France.
Sa deuxième femme était Nervaliter Hanım. Elle est née le 27 mars 1885 à Poti, Géorgie. Ils se sont mariés le 23 février 1902 au palais d’Ortaköy. Seyfeddin et sa famille s’installèrent plus tard au Palais de Camlıça, où le 30 juillet 1903, elle donna naissance à Şehzade Mahmud Şevket, suivie de jumeaux, Şehzade Ahmed Tevhid et Gevheri Sultan, nés le 30 novembre 1904. Elle meurt en 1935 à Nice.

### Exil et décès
Lors de l’exil de la famille impériale en mars 1924, Mehmed Seyfeddin et sa famille a déménagé à Cimiez, Nice en France. Ils ont acheté une villa près de la Villa Carabacel qui appartenait à sa cousine Seniha Sultan.

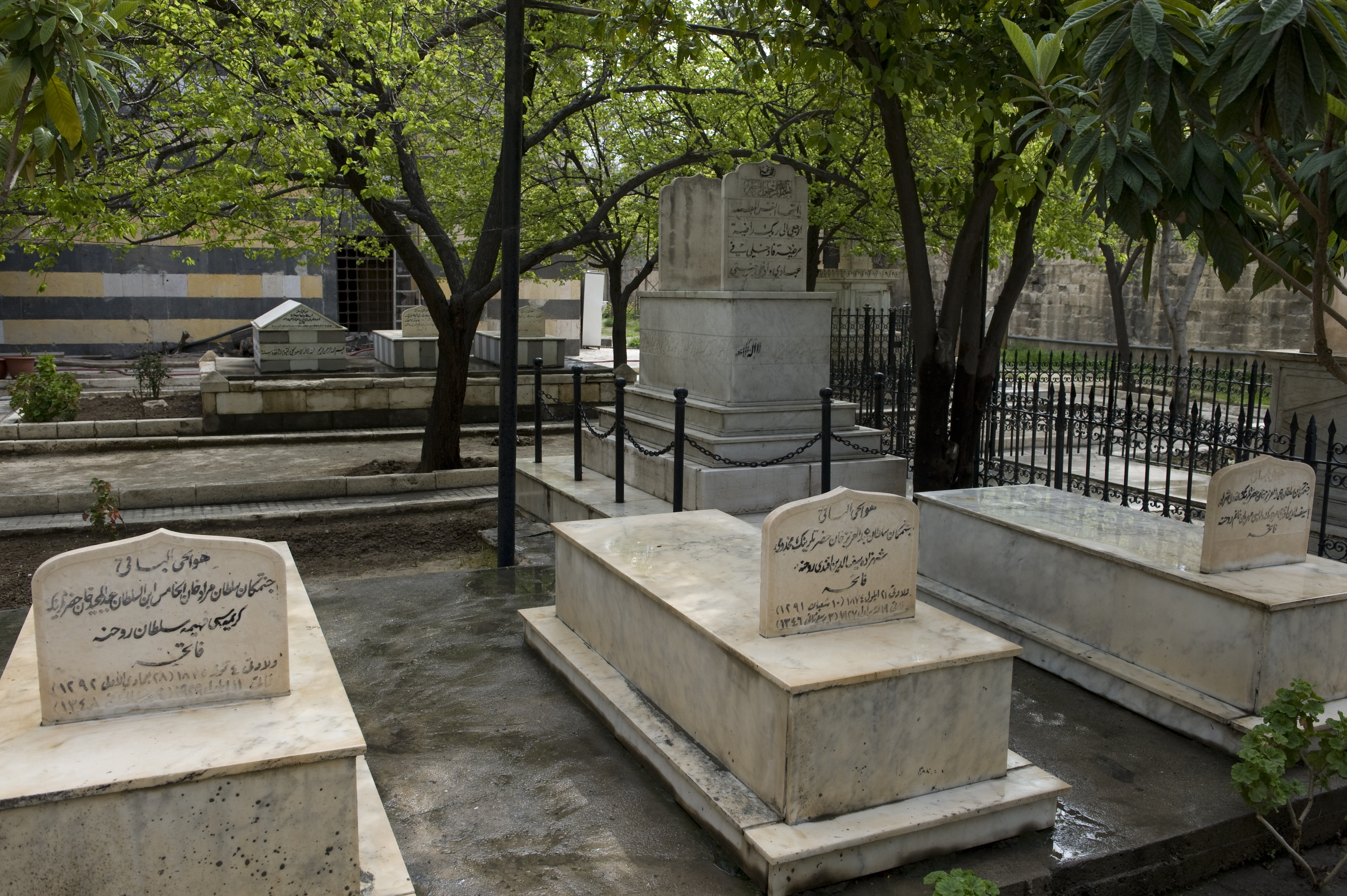
La tombe de Seyfeddin (au centre).

Seyfeddin est mort le 19 octobre 1927 à l’âge de cinquante-trois ans et a été enterré dans le cimetière de la takiyya Sulaymaniyya, à Damas en Syrie.

## Enfants
Şehzade Mehmed Seyfeddin a eu quatre enfants:
- Mehmed Abdulaziz (palais d'Ortaköy, 26 septembre 1901 - Nice, France, 19 janvier 1977, inhumé là-bas), marié et père d'enfants;
- Şehzade Mahmud Şevket (Palais de Çamlıca, 30 juillet 1903 - Bagnols-sur-Cèze, Gard, France, 1er février 1973, inhumé là-bas), épousa Adile Hanımsultan en 1922, le mariage fut annulé en 1928, avec enfants;
- Şehzade Ahmed Tevhid (palais de Çamlıca, 30 novembre 1904 - Beyrouth, Liban, 24 avril 1966) célibataire sans enfants;
- Gevheri Sultan (palais de Çamlıca, 30 novembre 1904 - Taksim, Istanbul, 10 décembre 1980, inhumé au mausolée Mahmud II, Divanyolu), marié sans enfants;